# Schlettereriella cameruna
Schlettereriella cameruna är en stekelart som först beskrevs av Günther Enderlein 1901.  Schlettereriella cameruna ingår i släktet Schlettereriella och familjen bracksteklar. Inga underarter finns listade i Catalogue of Life.